# Фънхоу
Фънхоу (на китайски: 逢侯; на пинин: Fénghóu) е военачалник на хунну, който оглавява продължително въстание срещу шанюите на южните хунну.
Той е син на шанюя Сиулан Шъджоухоу, управлявал до 93 година. След като неговият братовчед Тинду Шъджоухоу става шанюй през 94 година, в страната започва масов бунт, насочен срещу него и китайците, като въстаниците обявяват Фънхоу за шанюй. С помощта на военни подкрепления от Хан и сиенбей Тинду Шъджоухоу успява да нанесе няколко поражения и да отблъсне остатъците от бунтовниците на север. Фънхоу поддържа съпротивата до 117 година, когато претърпява тежко поражение от войските на сиенбей. През следващата година той се предава на китайците и е интерниран във вътрешността на Хан.